# Feliks Żuber
Feliks Grzegorz Żuber (17. november 1905 i Warszawa- 20. eller 21. juni 1940 i Palmiry) var en polsk atlet og reserve sekondløjtnant af infanteriet, fra 1934 arbejdede han ved National Rifle Factory Armament´s fabrik i Warszawa. 
Żuber vandt fem medaljer ved de polske mesterskaber og blev 1928 blev polsk mester på 4 x 100 meter. I 1928 repræsenterede han Polen ved OL i Amsterdam på 400 meter. Fra 1930 fungerede han som atletik direktør i Warszawa. 
Żuber blev arresteret af Gestapo den 30. marts 1940 og sendt til Palmiry, hvor han den 20 eller 21 juni 1940 blev skudt under aktion AB. Aktionens mål var en udryddelse af den polske intelligentsia. Żuber blev henrettet sammen med: Janusz Kusociński (guldmedaljør på 10.000 meter ved OL i Los Angeles 1932), Maciej Rataj (formand for den Anden polske republik), Thomas Stankiewicz (læge og olympisk cyklist ved OL i Paris i 1924, 4000 meter på banen for hold) og Mieczysław Niedziałkowski (medlem af det tværpolitiske udvalg for civilforsvarets hovedkvarter i Warszawa). 

## Personlige rekorder
- 400 meter: 51,0 (1929)
- 800 meter: 1:59,8 (1929)